# L'Heure hybride

L'Heure hybride est un roman de la littérature haïtienne écrit par Kettly Mars. Publié en 2005, ce livre explore les aspects complexes de la société haïtienne à travers l'histoire de ses personnages principaux.

## Présentation de l'œuvre
L'Heure Hybride présente une intrigue émotionnelle à travers les vies entrelacées de plusieurs protagonistes. Le roman explore les thèmes de l'amour, de la famille, de l'identité et de la sexualité dans le contexte de la société contemporaine haïtienne.
L'histoire principale se concentre sur l'histoire d'amour tumultueuse entre Iréné, un écrivain en difficulté, et Joyeuse, une photographe libre d'esprit. Leur relation complexe est placée au milieu d'un tableau riche en détails des événements politiques et sociaux qui se déroulent en Haïti à l'époque.

## Analyse et thèmes
L'Heure Hybride aborde plusieurs thèmes importants de la littérature haïtienne. Parmi ces thèmes, on retrouve la quête d'identité dans une société en mutation, la lutte contre les normes sociales restrictives et la recherche de la liberté individuelle.
Kettly Mars explore également les conséquences de l'histoire politique instable d'Haïti et les implications de la diaspora sur l'expérience de vie des personnages. Le roman offre une réflexion profonde sur les notions de mémoire collective, de traumatisme et de reconstruction personnelle.

## Prix littéraires
- Prix Senghor de la Création littéraire 2006[2].

## Référence
1. ↑  « L'heure hybride », sur Etonnants Voyageurs, 25 juillet 2023 (consulté le 25 juillet 2023)
2. 1 2  (en-US) « L’heure hybride [format de poche] » (consulté le 25 juillet 2023)
3. ↑  Sophie Moulin, « « L'heure hybride », de Kettly Mars ou le récit d'un gigolo solitaire - Maze.fr », sur Maze, 15 mars 2019 (consulté le 25 juillet 2023)
4. ↑  Posté par La Plume Francophone, « Kettly Mars, L’Heure hybride », sur La Plume Francophone, 2 mars 2015 (consulté le 25 juillet 2023)
5. ↑  L'heure hybride, 31 octobre 2018 (ISBN 978-2-89712-572-1, lire en ligne)